# Červeník
Červeník (em húngaro: Vágvörösvár) é um município da Eslováquia, situado no distrito de Hlohovec, na região de Trnava. Tem 9,94 km² de área e sua população em 2018 foi estimada em 1.667 habitantes.

## Demografia
| Ano:        | 1994 | 2004   | 2014    | 2024   |
| ----------- | ---- | ------ | ------- | ------ |
| Broj ljudi: | 1420 | 1495   | 1669    | 1691   |
| Razlika:    |      | +5,28% | +11,63% | +1,31% |

| Ano:               | 2023 | 2024   |
| ------------------ | ---- | ------ |
| Número de pessoas: | 1686 | 1691   |
| Diferença:         |      | +0,29% |